# Oldsmobile Starfire
La Starfire è un'autovettura prodotta dalla Oldsmobile dal 1961 al 1966 e dal 1974 al 1979 in due serie.

## Il contesto
La prima occasione in cui la Oldsmobile utilizzò il nome “Starfire” fu per la versione cabriolet  della 98, dal 1954 al 1956. Nel 1957 fu invece applicato all'intera gamma della 98.
Nel 1961 la “Starfire” diventò un modello a parte, disponibile solamente in versione full-size cabriolet. La Starfire era stata collocata nel mercato delle auto di lusso nel periodo in cui questo segmento era dominato dalla Ford Thunderbird a 5 posti. La Starfire però condivideva la maggior parte dei lamierati con altri modelli, ed era considerata al top della gamma Oldsmobile, mentre la Thunderbird montava lamierati specifici. La Starfire hardtop coupé fu aggiunta alla cabriolet nel 1962. La prima serie della Starfire fu prodotta fino al 1966, quando fu sostituita dalla Delta 88.
La “Starfire” fu di nuovo prodotta dal 1974 al 1979. A differenza della generazione precedente era una vettura subcompact, e fu la prima costruita dalla Oldsmobile con queste caratteristiche. Nell'anno del lancio montava un motore V6 di derivazione Buick, mentre dal 1977 fu equipaggiata da un quattro cilindri in linea, che fu il primo di questa tipologia offerto dalla Oldsmobile. Quest'ultimo era disponibile di serie, ed era affiancato dagli opzionali V6 e V8.
Le “Starfire” di entrambe le serie ebbero motore anteriore e trazione posteriore.

## Storia

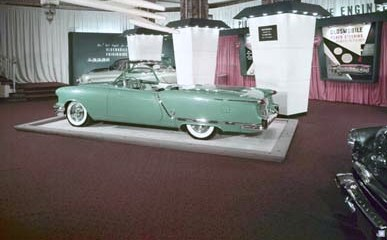
La showcar al Motorama auto show

### Origini

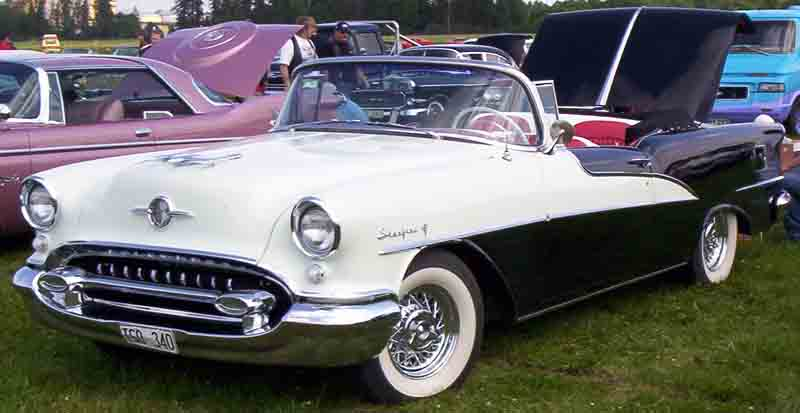
Una Oldsmobile 98 Starfire

Il nome Starfire fu usato per la prima volta dalla Oldsmobile su una show car realizzata in tre esemplari presentata al Motorama Auto Show del 1953. Riprendendo il nome da un caccia Lockheed, vale a dire l'F-94, la Starfire originale fu una cabriolet con corpo vettura in vetroresina, motore V8 Rocket da 200 CV di potenza e parabrezza avvolgente simile a quello utilizzato sulla Fiesta 98 cabriolet, che era una vettura al top della gamma Oldsmobile e fu prodotta in numero limitato nel 1953.
Il nome Starfire fu poi utilizzato dal 1954 al 1956 per designare le versioni cabriolet della 98. In questo triennio le 98 Starfire cabriolet erano le Oldsmobile più costose che erano offerte. Nel 1957, tutte le 98 furono commercializzate come “Starfire 98”. Il nome “Starfire” fu tolto dalla gamma della 98 nel 1958.

### La prima serie

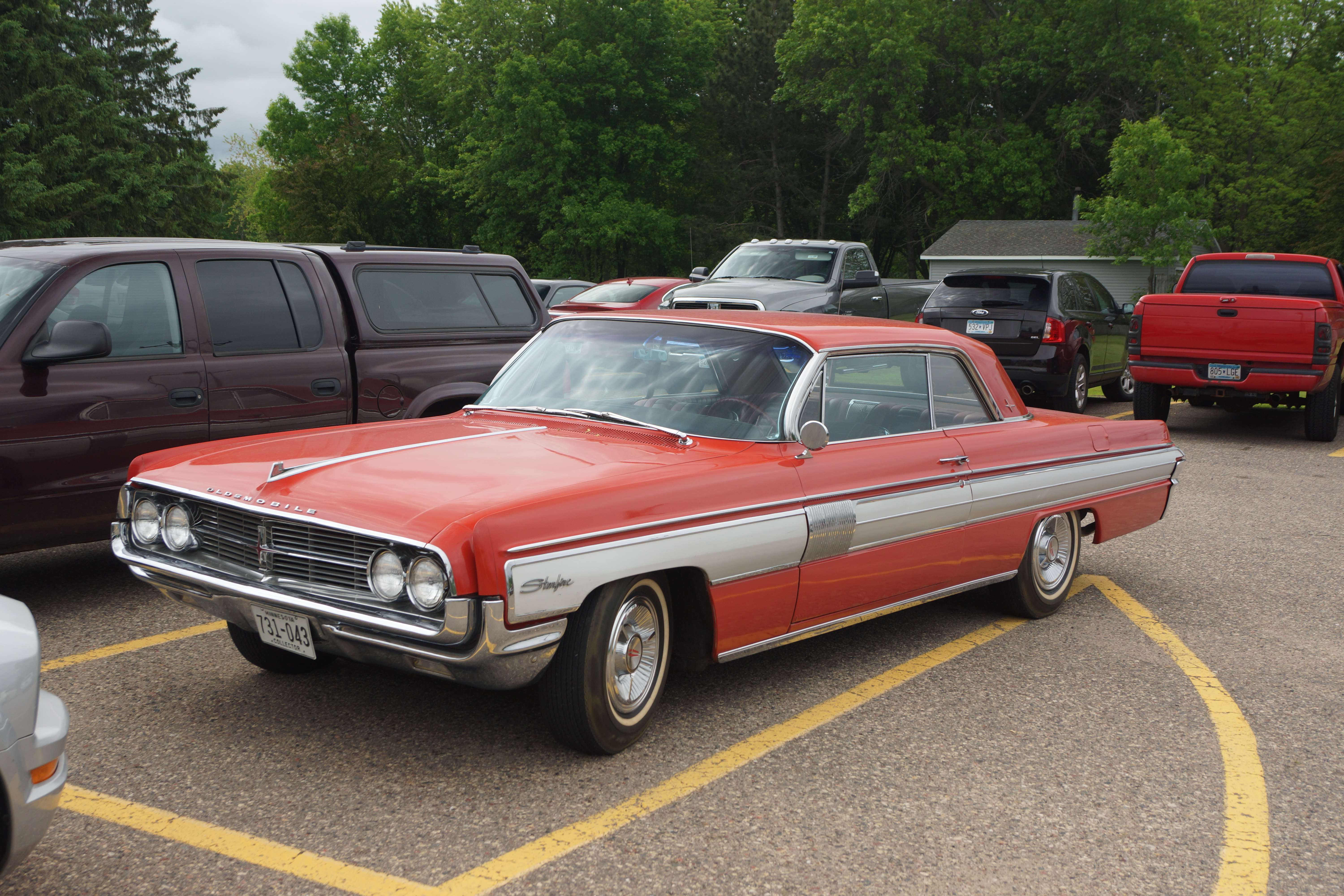
Una Oldsmobile Starfire hardtop del 1962

La prima serie della Starfire fu realizzata sul pianale B della General Motors e fu prodotta negli stabilimenti di Lansing, nel Michigan. Fu introdotta nel gennaio del 1961, e condivideva sia il corpo vettura che il passo con la Super 88 e con l'economica Dynamic 88. La dotazione di serie comprendeva i sedili singoli in pelle, una console centrale con contagiri, una leva montata sul pavimento per la trasmissione automatica Hydra-Matic a tre rapporti, pannelli laterali in alluminio spazzolato, servosterzo, servofreno, vetri elettrici e sedile del conducente regolabile elettricamente. Fu la prima vettura full-size statunitense ad avere la leva del cambio montata sul pavimento.

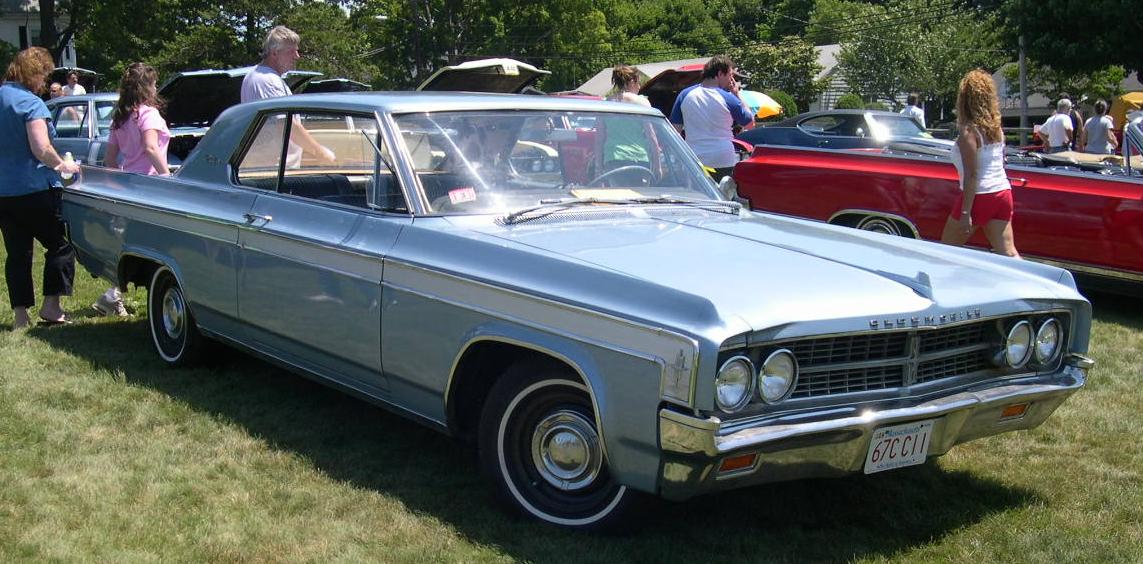
Una Oldsmobile Starfire Holiday Coupé del 1963

Lanciata con un prezzo base di 4.647 dollari nel 1961, fu il modello Oldsmobile più costoso offerto all'epoca, persino più caro delle versioni più grandi della gamma della 98. Il motore montato di serie era un V8 da 6,5 L di cilindrata che erogava una potenza di 330 CV a 4600 giri al minuto, il cui impianto d'alimentazione era costituito da un carburatore quadruplo corpo di marca Rochester. Esso era il propulsore Oldsmobile più potente tra quelli offerti nel 1961 dalla Casa automobilistica di Lansing. Le vendite per il primo anno di produzione fu di 7.800 esemplari.
Nel 1962 alla cabriolet fu affiancata la hardtop due porte, che condivideva la linea del tettuccio con le 88 coupé. La potenza del motore fu aumentata a 345 CV. Il 1962 fu l'anno migliore per la commercializzazione della Starfire, con 34.839 esemplari venduti della hardtop coupé e 7.149 della cabriolet.
Nel 1963 la Starfire fu oggetto di un restyling che determinò un abbandono dalle fiancate scolpite dei modelli precedenti per indirizzarsi invece verso un aspetto esteriore lineare a superfici piane, con un padiglione squadrato che includeva un lunotto concavo. Le vendite calarono a 21.489 esemplari di coupé e 4.401 di cabriolet, e ciò fu probabilmente dovuto alla concorrenza della Buick Riviera, appena introdotta, che aveva circa lo stesso prezzo della Starfire, ma possedeva una linea del corpo vettura unica.

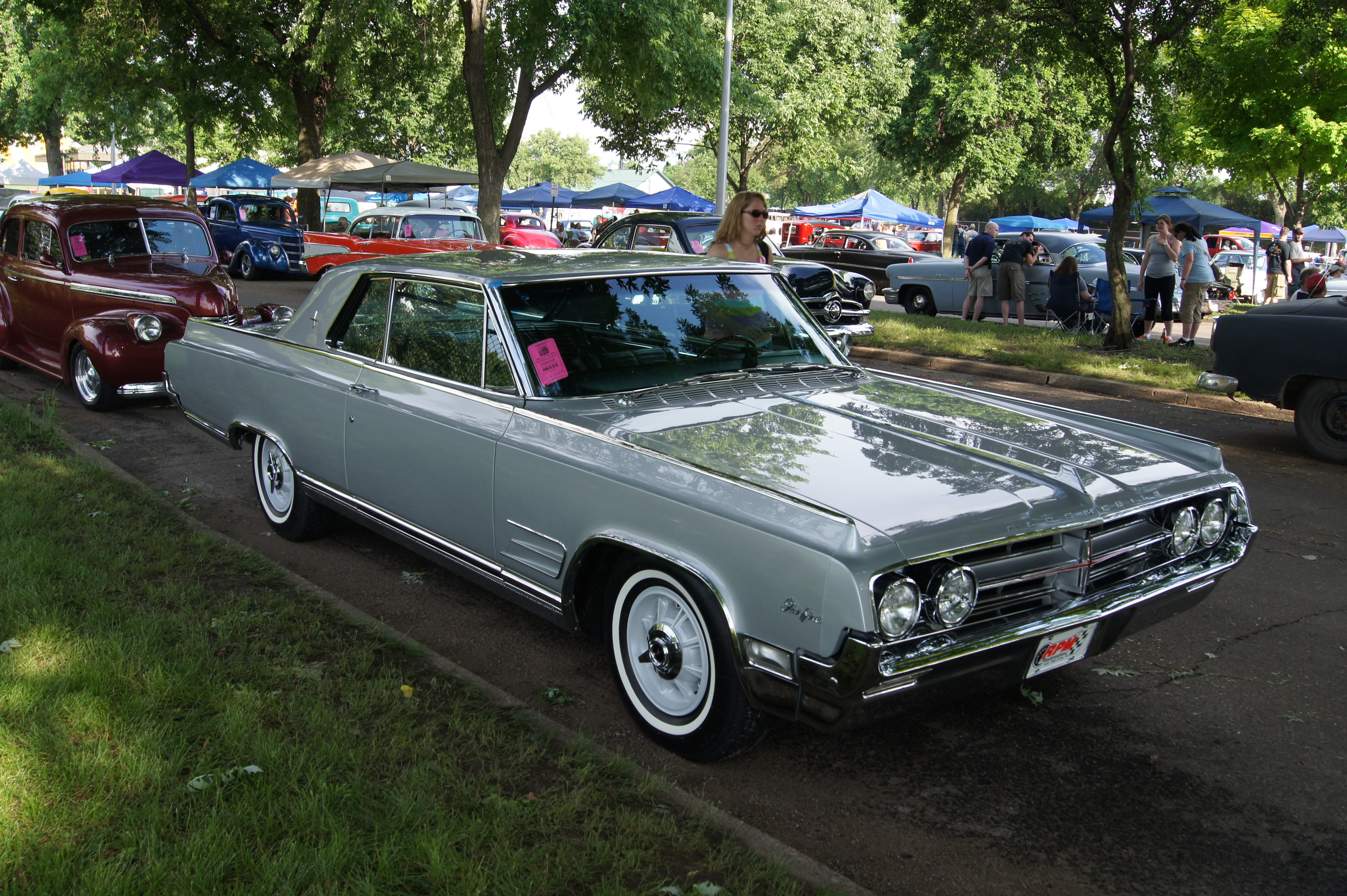
Una Oldsmobile Starfire del 1964

Nel 1964 la Starfire appariva assai simile all'anno precedente. La lunghezza totale fu aumentata a 5.468,6 mm ma, nonostante questo, il peso in ordine di marcia diminuì. Le vendite calarono ulteriormente a 13.753 esemplari di coupé e 2.410 di cabriolet. La Starfire ora condivideva il corpo vettura con la nuova e più economica Jetstar I, che era un modello hardtop coupé in diretta concorrenza con la Pontiac Grand Prix. La Jetstar I utilizzava un motore V8 Ultra High Compression da 6,5 L di cilindrata e 345 CV di potenza, ma aveva un prezzo di 500 dollari, che era inferiore a quello della Starfire. Ciò era dovuto al fatto che la Jetstar I aveva in dotazione dei sedili in vinile. Inoltre, molti suoi optional, come la trasmissione Hydra-Matic, il servosterzo e il servofreno, erano disponibili di serie sulla Starfire.

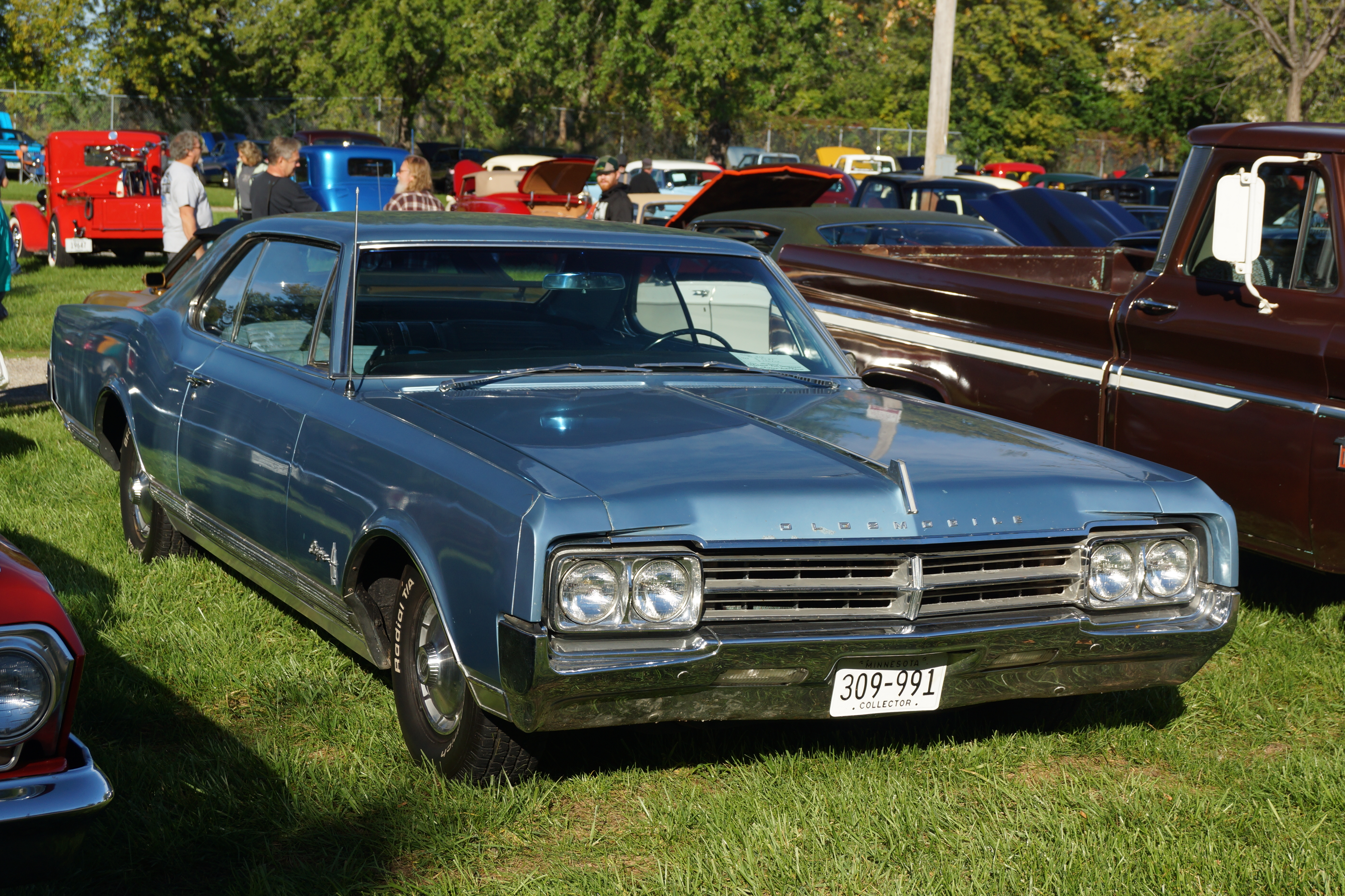
Una Oldsmobile Starfire del 1965

Nel 1965, tutte le Oldsmobile furono oggetto di un restyling. In particolare, la Starfire hardtop sport coupé ebbe una versione modificata del padiglione degli anni 1963-64, con il lunotto convesso. Le linee della carrozzeria della hardtop sport coupé erano condivise ancora con la Jetstar I. Altre versioni della 88 adottarono la carrozzeria con hard-top holiday che assomigliava parecchio a delle fastback, mentre la 98 montava un più convenzionale e formale padiglione squadrato.
Una nuova versione del V8 Rocket da 7 L di cilindrata, che aveva installato un carburatore quadruplo corpo di marca Rochester, e erogava 375 CV di potenza a 4.800 giri al minuto, fu lanciato nel 1965. Era il motore più potente offerto dalla Oldsmobile, ed era utilizzato solamente sulla Starfire e sulla Jetstar I. Nel 1965 fu anche offerta una nuova trasmissione automatica Turbo Hydra-Matic a tre rapporti, che sostituì la Hydra-Matic, utilizzata dalla Oldsmobile fin dal 1940. Fu anche aggiunta per la prima volta tra gli optional, sulla Starfire e su altre vetture montate sul pianale B della General Motors, una rara trasmissione manuale a quattro rapporti con leva del cambio della Hurst.
Le vendite per il 1965 furono 13.024 esemplari della coupé e 2.236 della cabriolet.
Nel 1966 la Starfire fu offerta solamente la coupé, dato che la cabriolet fu tolta dal listino. Inoltre, il prezzo fu abbassato e l'equipaggiamento impoverito. Entrambi ora erano al livello di quelli della prima generazione della Jetstar I, con interni meno ricercati. Ad esempio i sedili in pelle furono sostituiti da quelli rivestiti in vinile Morroceen, e questo cambio fu applicato sia per i sedili singoli anteriori che per la panca posteriore. Quest'ultima, offerta senza costi aggiuntivi, era in dotazione anche alle berline della Oldsmobile. Inoltre, i vetri elettrici, il servosterzo, il servofreno ed i sedili elettrici furono spostati dall'equipaggiamento di serie agli optional. La potenza del motore fu incrementata a 375 CV; nel frattempo la Oldsmobile aveva commercializzato un propulsore più potente, e quindi quello montato sulla Starfire non deteneva più il primato di motore con più cavalli tra quelli commercializzati dalla Casa automobilistica di Lansing. Infatti, la Toronado aveva montato un motore simile, ma che erogava una potenza di ben 385 CV. Le vendite nel 1966 furono di 13.019 esemplari.
Nel 1967 la Starfire fu rimpiazzata dalla nuova Delta 88 Custom Holiday coupé, che aveva un allestimento interno simile alla Starfire del 1966. La gamma della Delta 88 era completata da una berlina Holiday quattro porte. Più tardi, le coupé full-size della Oldsmobile, come la Delta 88 Royale e la Delta Holiday 88, ereditarono la tradizione della Starfire.

### La seconda serie
La Starfire fu reintrodotta come subcompact quattro passeggeri nel settembre del 1974, e fu montata sul pianale H della General Motors. Fu prodotta fino al 1979. La nuova Starfire era basata sulla Chevrolet Vega, con cui condivideva il passo e la larghezza. Era la più piccola vettura prodotta dalla Oldsmobile dalla seconda guerra mondiale. Era disponibile una versione SX di livello più elevato, ed a questa fu aggiunta, nella metà del 1975, una versione GT.

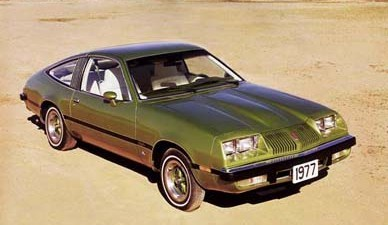
Una Starfire SX Hatchback Coupe del 1977

La Starfire, la Chevrolet Monza e la Buick Skyhawk furono tra le prime vetture ad adottare il nuovo sistema di doppi fari anteriori quadrati. La linea della carrozzeria ricordava invece quella della Ferrari 365 GTC4. Il motore di serie, montato sulla Starfire per il biennio 1975-1976, fu un V6 Buick da 3,8 L di cilindrata e 110 CV di potenza a 4000 giri al minuto, che possedeva un impianto d'alimentazione formato da un carburatore a doppio corpo.
Le sospensioni anteriori erano formate da bracci di controllo di lunghezza variabile, mentre quelle posteriori possedevano uno schema a barre di torsione. Entrambe avevano installato molle elicoidali e barre antirollio. Il servosterzo ad incidenza variabile era di serie nel caso in cui si fosse scelto lo sterzo a circolazione di sfere. I freni anteriori erano a disco, mentre quelli posteriori erano a tamburo. L'impianto frenante includeva di serie il servofreno.
Questa generazione di Starfire fu il primo veicolo General Motors ad utilizzare la barra di torsione per le sospensioni posteriori. Questa soluzione fu più tardi utilizzata per la quarta serie della Chevrolet Camaro e per la Pontiac Firebird, entrambi modelli montati sul pianale F della General Motors.
Nel 1976 la Starfire ebbe in dotazione un nuovo cambio manuale a cinque rapporti con overdrive della Borg-Warner. Sempre dallo stesso anno i dischi freno sull'asse anteriore furono autoventilanti.
Nel 1977, il motore a quattro cilindri in linea da 2,3 L di cilindrata con monoblocco in alluminio e carburatore a doppio corpo diventò di serie, mentre il propulsore V6 Buick da 3,8 L fu venduto sul modello base solo come optional. Sempre nello stesso anno, fu offerto, sempre come optional, un motore V8 Chevrolet da 5 L. Il propulsore con il monoblocco in alluminio fu ritirato l'anno successivo.

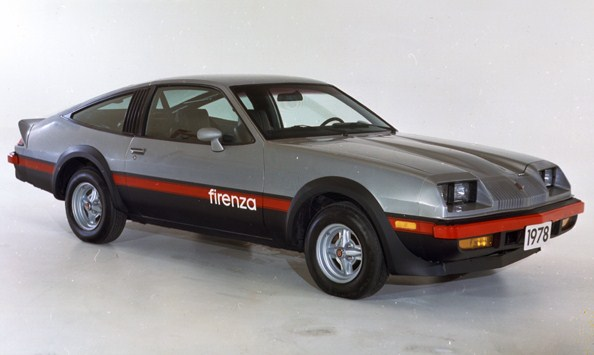
Una Starfire versione Firenza Hatchback Coupe del 1978

Nel 1978 il motore montato di serie fu un Pontiac Iron Duke da 2,5 L, con carburatore a doppio corpo, che erogava 85 CV di potenza a 4400 giri al minuto. Nello stesso anno, la Oldsmobile aggiunse alla gamma l'opzione Starfire Firenza, che includeva delle sospensioni speciali derivate dalle corse rallystiche, una presa d'aria frontale, uno spoiler, le aperture della carrozzeria per le ruote di forma svasata, delle ruote sportive, una verniciatura speciale e degli allestimenti interni originali.
Nel 1979 il modello fu oggetto di un restyling, in occasione del quale i doppi fari anteriori quadrati furono sostituiti da dei fanali analoghi ma di forma rettangolare.
Il motore V8, opzionale, fu tolto dal mercato alla metà del 1979, insieme al cambio manuale a cinque rapporti.
Il 1979 fu l'ultimo anno della Starfire e delle versioni derivate. La produzione terminò il 21 dicembre 1979, quando la Oldsmobile trattò la cessione della piattaforma H alla Chevrolet e alla Pontiac in cambio di una fornitura dei nuovi pianali X per vetture a trazione anteriore.
I modelli a trazione posteriore, montati sul pianale H della General Motors, inclusa la Starfire, furono rimpiazzati nella primavera del 1981 da nuove vetture a trazione anteriore basate sulla piattaforma J, tra cui ci fu la Oldsmobile Firenza.
In sei anni di produzione vennero prodotti 125.188 esemplari di Starfire seconda generazione.

## La Starfire nella letteratura
La Starfire prima generazione ha un ruolo importante nel romanzo Il filo del rasoio di Ivan Antonovič Efremov. Nel settimo capitolo, la terza parte è chiamata “Starfire”. L'auto in questo capitolo ha un ruolo centrale, ed è descritta dettagliatamente.